# Ґженди (Мазовецьке воєводство)
Ґженди (пол. Grzędy) — село в Польщі, у гміні Тарчин Пясечинського повіту Мазовецького воєводства.
Населення — 319 осіб (2011).
У 1975-1998 роках село належало до Варшавського воєводства.

## Демографія
Демографічна структура станом на 31 березня 2011 року:
|          | Загалом | Допрацездатний вік | Працездатний вік | Постпрацездатний вік |
| -------- | ------- | ------------------ | ---------------- | -------------------- |
| Чоловіки | 178     | 22                 | 122              | 34                   |
| Жінки    | 141     | 28                 | 85               | 28                   |
| Разом    | 319     | 50                 | 207              | 62                   |